# Chamaecyparis
Chamaecyparis es un género de plantas de la familia Cupressaceae, originarias del este de Asia y este y oeste de Norteamérica. A los árboles de esta familia se les suele llamar en español "camecíparis" o "falso ciprés". Entre los sinónimos de este género están Retinispora Siebold & Zucc. y Retinospora Carr.
Son árboles perennifolios de tamaño mediano a grande, que crecen hasta 20-70 m de alto, con un follaje en ramilletes planos. Las hojas son de dos tipos, agujas juveniles aciculares sobre los ejemplares jóvenes hasta de un año de edad, y escamosos en las hojas de los adultos. Los conos son de globosos a ovales, con 8-14 escamas dispuestas en pares decusados opuestos; cada escama tiene de 2 a 4 pequeñas semillas.

## Taxonomía
El género fue descrito por Edouard Spach y publicado en Histoire Naturelle des Végétaux. Phanérogames 11: 329. 1841. La especie tipo es: Chamaecyparis sphaeroidea (Spreng.) Spach. 
Etimología
Chamaecyparis: nombre genérico que deriva de las palabras griegas: khamai, que significa "terreno", y kuparissos por "ciprés". 

## Especies
Hay cinco o siete especies de Chamaecyparis, dependiendo de opinión taxonómica:  
- Chamaecyparis formosensis - Falso ciprés de Formosa (Taiwán)
- Chamaecyparis lawsoniana - Falso ciprés de Lawson, Camecíparis de Lawson (Oeste de Norteamérica)
- Chamaecyparis hodginsii - Falso ciprés de Fujian (China, Vietnam, Laos)
- Chamaecyparis obtusa - Falso ciprés hinoki (Japón)
- Chamaecyparis pisifera - Falso ciprés sawara, Camecíparis Sawara (Japón)
- Chamaecyparis taiwanensis (Taiwán)
- Chamaecyparis thyoides - Falso ciprés blanco (Este de Norteamérica)

C. taiwanensis es tratado por muchos autores como una variedad de C. obtusa (como C. obtusa var. formosana). C. hodginsii estaba antes incluido en el género Fokienia (Fokienia hodginsii), pero los últimos estudios morfológicos y moleculares lo sitúan dentro del género Chamaecyparis. 
Hay también varias especies descritas a partir del registro fósil incluyendo:
- †Chamaecyparis eureka Mediados del Eoceno, Isla Axel Heiberg, Canadá.
- †Chamaecyparis linguaefolia Principios-Mediados del Oligoceno, Colorado, EE. UU.

Otra especie que era incluida en este género, C. nootkatensis, se transfirió, con base en evidencia genética y morfológica fuerte, al género separado Callitropsis, pasándose a denominar como Callitropsis nootkatensis, o de vuelta a Cupressus nootkatensis, nombre con el que la especie fue descrita originalmente en 1824. 
Las especies de Chamaecyparis son utilizadas como plantas alimenticias por la larva de ciertas especies de lepidópteros, como Eupithecia pusillata y  Panolis flammea.

## Cultivo y usos
Cuatro especies (C. lawsoniana, C. obtusa, C. pisifera y C. thyoides) son de considerable importancia como árbol ornamental en horticultura; varios cientos de cultivares han sido seleccionados por varios rasgos, incluyendo un tamaño enano, follaje amarillo, azulado, plateado o variegado, retención permanente de las hojas juveniles y brotes como hilos con un ramaje reducido. En algunas zonas, el cultivo se ve limitado por las enfermedades de raíz Phytophthora, siendo C. lawsoniana particularmente susceptible a P. lateralis. Actualmente muchas de las áreas autóctonas donde crecen los ejemplares más antiguos de C. lawsoniana están afectadas por este hongo, introducido recientemente en Estados Unidos, que termina por matar el árbol. No hay cura para los árboles infectados, siendo el control de la dispersión del hongo la única forma eficaz de combatirlo. Actualmente se están investigando variedades resistentes.
La madera es aromática, y muy apreciada, en particular en Japón, donde se usa para la construcción de templos.